# Cobly
Cobly (ou Kobli) est une commune et une ville du nord-ouest du Bénin, préfecture du département de l'Atacora. Elle est située à proximité de la frontière avec le Togo et non loin du Burkina Faso.

## Géographie

### Climat
La commune est dotée d'un climat de type soudano-guinéen avec une saison sèche allant de novembre à avril et une saison des pluies qui s'étend de mai à octobre. Les précipitations, assez irrégulières pendant cette  saison pluvieuse, sont d'environ 1 000 mm par an. On y enregistre une température moyenne de 27 °C, comprise entre 17 et 35 °C. Les amplitudes thermiques sont particulièrement fortes quand souffle l'harmattan.

### Relief
Cobly est située dans la pénéplaine du Gourma, qui s'étend sur le Togo et le Burkina Faso et dont l'altitude est comprise entre 200 et 300 mètres, fracturée par quelques chaînons montagneux. Bien qu'elle ne se trouve pas sur son territoire, la chaîne de l'Atacora, qui atteint quelquefois 500 m, isole la commune du reste du département.

## Démographie
Lors du recensement de 2013 (RGPH-4), la commune compte 67 603 habitants, dont 24 878 pour l'arrondissement de Cobly.

## Administration
Le nouveau maire de la commune Cobly Séraphin Nambima a été installé ce lundi 8 juin 2020 au cours d’une cérémonie présidée par le préfet de l’Atacora, Lydie Chabi Nah.
L’élu de l’Union Progressiste (UP) succède à Théophile Nékoua à la tête de l’hôtel de ville de Cobly pour les six prochaines années. Il sera assisté de Cédic Timbèdjè Douté et de Toussaint Monté Sinwonko respectivement 1er et 2ème adjoints au maire.
Jacques Théophile Sambiéni, Adolphe Sambiéni, Iloko Pascal Kolani et Martin Kombetto sont les chefs d’arrondissements de Cobly centre, Tapoga, Datori et Kountori.
La commune Cobly est située dans du département de l’Atacora.

## Économie

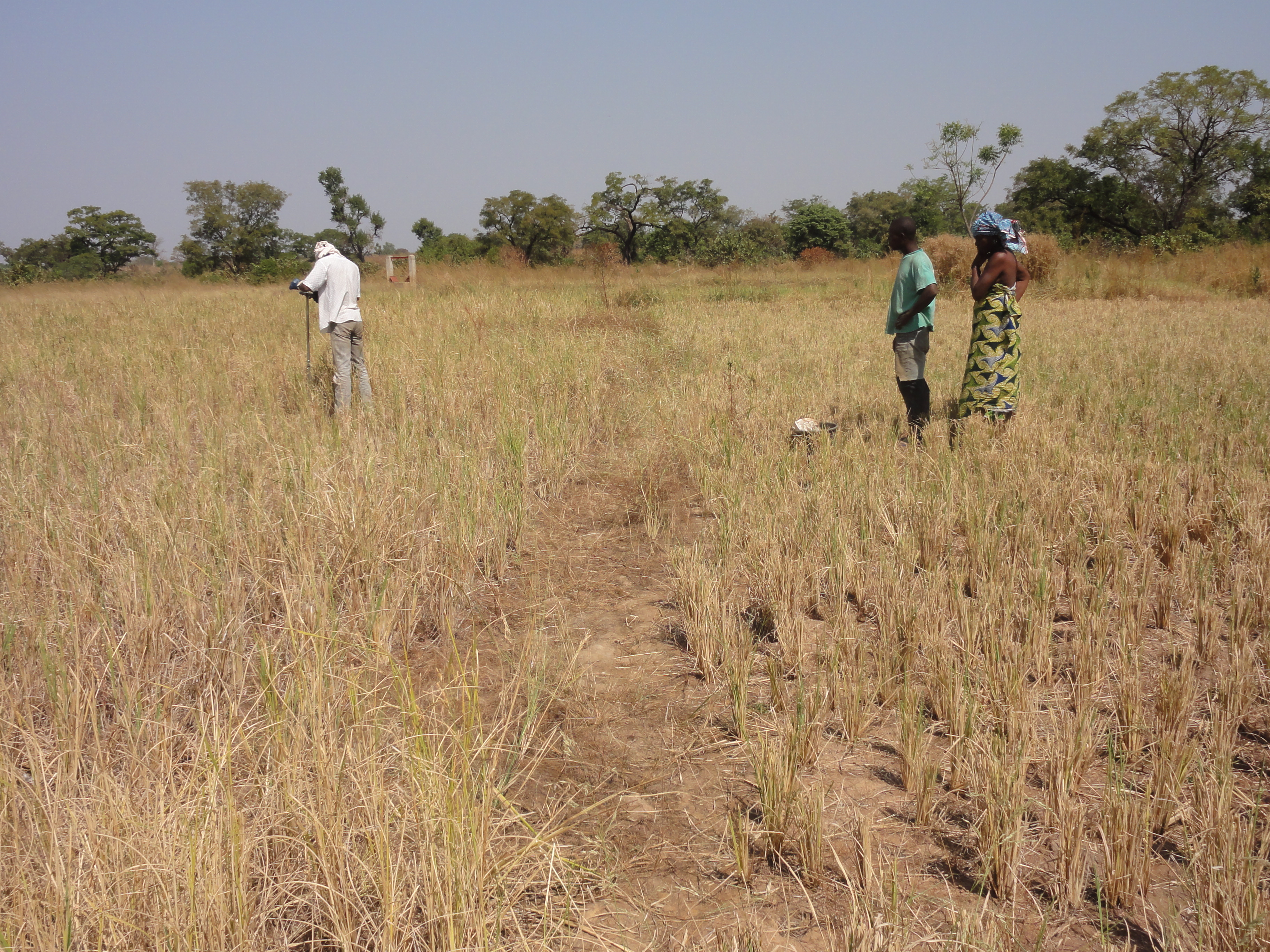
Riziculture à Cobly

## Flore et faune
Malgré une pluviométrie favorable, la végétation primaire a disparu sous la pression de l'exploitation agricole et des feux de forêt, laissant la place à une savane arbustive.
Parmi les graminées, se trouve notamment Andropogon gayanus, Imperata cylindrica, Hyparrhenia sp., Kaempferia aethiopica, Pennisetum sp. Les arbustes comprennent Terminalia glaucescens, Carica papaya, Gardenia ternifolia, Acacia macrostachya, Cajanus cajan et Guiera senegalensis. Les principales espèces d'arbres sont Butyrospermum parkii (karité), Parkia biglobosa (néré), Adansonia digitata (baobab), Borassus aethiopium (rônier), Khaya senegalensis (caïlcédrat), Mangifera indica.